# What Do We Know?
What Do We Know? è un singolo del gruppo musicale canadese Thousand Foot Krutch, pubblicato nel 2007.
Ha raggiunto la 27ª posizione nella classifica Billboard Christian Songs.

## Tracce
1. What Do We Know – 3:17

## Formazione
- Trevor McNevan - voce
- Steve Augustine - batteria
- Joel Bruyere - basso, voce